# Inessa (Sängerin)
Inessa Alexandrova (* 1985 in Kiew) ist eine deutsche Sängerin mit ukrainischen Vorfahren. Sie ist in Essen aufgewachsen, wo sie das Gymnasium Essen-Überruhr besuchte. Sie brach die Schule ab, um eine Karriere als Sängerin zu starten.
Ihren bisher einzigen Charterfolg hatte sie mit der Single Guilty, die sie zusammen mit Dante Thomas eingesungen hatte, einer Coverversion eines Barbra-Streisand-Hits. In der Schweiz erreichte sie damit Platz 33 der Charts, in Österreich Platz 27.

## Diskografie
Alben
- 2002: Introducing...

Singles
- 2002: Guilty (mit Dante Thomas)